# Berryteuthis
Berryteuthis Naef, 1921 è un genere di molluschi cefalopodi appartenente alla famiglia Gonatidae.

## Descrizione
In Berryteuthis le pinne sono grandi e romboidali; terminano alla fine posteriore del corpo, che non si prolunga in una coda. Le pinne corrispondono al 54-56% della lunghezza del mantello e al 64-80% della larghezza. La parte mediana della clava tentacolare, detta mano, non possiede uncini ma solo ventose, queste sono notevolmente più grandi nella parte centrale della mano che sui margini. Una delle braccia ventrali dei maschi presenta ventose modificate utilizzate per trasportare le spermatofore, non è tuttavia trasformato in un vero ectocotile. Il corpo ha consistenza compatta e muscolosa. Non sono presenti fotofori.
B. magister arriva a 43 cm di lunghezza del mantello.

## Distribuzione e habitat
Ambedue le specie sono diffuse nell'oceano Pacifico settentrionale.
Vivono nelle zone epipelagica e mesopelagica degli oceani, sono state riscontrate almeno fino a 1500 metri di profondità ma solitamente vengono catturate in acque molto meno profonde. Effettuano migrazioni nictemerali di scarsa entità>.

## Pesca
B. magister ha una considerevole importanza economica nell'areale di origine.

## Tassonomia
Il genere comprende 2 specie::
- Berryteuthis magister (Berry, 1913)
- Berryteuthis septemdentatus (Sasaki, 1915)

La specie B. anonychus è stata trasferita al genere Okutania